# Edred al Angliei
Eadred sau Edred (n. 923 d.Hr., Wessex – d. 23 noiembrie 955 d.Hr., Frome, Anglia, Regatul Unit) a fost rege al Angliei din 946 până la moartea sa în 955. A fost succesorul fratelui său, Edmund I al Angliei.
Eadred a fost fiul lui Eduard cel Bătrân din cea de-a treia căsătorie cu Eadgifu, fiica lui Sigehelm, Prefect de Kent. El l-a succedat pe fratele său mai mare, Regele Eduard I al Angliei, care a fost înjunghiat mortal la Pucklechurch (Gloucestershire), în ziua de Sf. Augustin, pe 26 mai 946. În același an, pe 16 august, Eadred a fost sfințit de Arhiepiscopul de Canterbury Oda la Kingston (Surrey), unde a primit teritoriile din Țara Galilor.
Cronica Anglo-saxonă din anul 946 a înregistrat că Eadred a redus toate teritoriile din Northumbria sub controlul său, iar scoțienii i-au acordat jurământ că i se vor supune. Cu toate acestea, Eadred s-a confruntat curând cu o serie de provocări politice în Saxonia de nord. Există unele neclarități notorii cu privire la cronologia evenimentelor descrise în sursele istorice, însă este clar faptul că au existat doi prinți scandinavi care s-au proclamat regi în Northumbria.
Olaf Sihtricson, cunoscut sub numele de Amlaíb Cuarán ("Sandal"), a fost rege în Northumbria la începutul anului 940, când a devenit finul lui Edmund, însă a fost alungat mai târziu. Apoi el l-a succedat pe vărul său la Dublin, dar după o înfrângere grea în 947, el a fost din nou forțat să își încerce norocul în altă parte. La scurt timp după aceea, Olaf a revenit și a redobândit regatul York. Este posibil ca Eadred să-i fi tolerat prezența lui Olaf, însă Olaf a fost demis din guvernare pentru a doua oară de către poporul din Northumbrian, de această dată în favoarea lui Eric, fiul lui Harald.
Cel de-al doilea a fost Eric, care fusese regele Norvegiei. După o serie de operațiuni de succes, el a venit în Northumbria și s-a stabilit ca rege. Regele Eadred a răspuns dur dezertorilor din nord prin lansarea unui raid distructiv în Northumbria, care includea în special arderea bisericilor și a mănăstirii Ripon, fondată de Sf. Wilfrid. Deși forțele sale au suferit pierderi grele în Bătălia de la Castleford, Eadred a reușit să-și verifice rivalul, promițându-i susținătorilor acestuia că va fi un haos și mai mare dacă aceștia nu-l părăsesc pe prințul străin. Poporul din Northumbria l-au ascultat pe rege și i-au plătit despăgubiri.
Spre sfârșitul vieții sale, Eadred a suferit de o maladie digestivă care s-a dovedit a fi fatală. Eadred a murit pe 23 noiembrie 955, la Frome (Somerset) și a fost îngropat în biserica mănăstirii vechi de la Rinchester. A murit burlac și a fost succedat de fiul lui Edmund, Edwy cel Frumos.